# Sandra Coppard
Sandra Coppard es una deportista zimbabuense que compitió en natación adaptada y tenis de mesa adaptado. Ganó tres medallas en los Juegos Paralímpicos de Tel Aviv 1968.

## Palmarés internacional
| Representando a Rodesia del Sur |                   |                |                               |
| Juegos Paralímpicos             |                   |                |                               |
| Año                             | Lugar             | Medalla        | Prueba                        |
| 1968                            | Tel Aviv (Israel) | Medalla de oro | 25 m braza incompleta clase 1 |
| 1968                            | Tel Aviv (Israel) | Medalla de oro | 25 m libre incompleta clase 1 |

| Representando a Rodesia del Sur |                   |                   |               |
| Juegos Paralímpicos             |                   |                   |               |
| Año                             | Lugar             | Medalla           | Prueba        |
| 1968                            | Tel Aviv (Israel) | Medalla de bronce | Individual A1 |